# Вулька-Шляхецька
Вулька-Шляхецька (пол. Wólka Szlachecka, нім. Adlig Wolka) — село в Польщі, у гміні Єзьорани Ольштинського повіту Вармінсько-Мазурського воєводства.
У 1975-1998 роках село належало до Ольштинського воєводства.